# Campeonato Europeo de Rugby League 1936/37
El Campeonato Europeo de Rugby League de 1936/37 fue la tercera edición del principal torneo europeo de Rugby League.

## Equipos
- Francia
- Gales
- Inglaterra

## Posiciones
| Equipo     | Encuentros | Encuentros | Encuentros | Encuentros | Tantos  | Tantos    | Tantos     | Puntos |
| Equipo     | jugados    | ganados    | empatados  | perdidos   | a favor | en contra | diferencia | Puntos |
| ---------- | ---------- | ---------- | ---------- | ---------- | ------- | --------- | ---------- | ------ |
| Gales      | 2          | 2          | 0          | 0          | 12      | 5         | +7         | 4      |
| Inglaterra | 2          | 1          | 0          | 1          | 25      | 12        | +13        | 2      |
| Francia    | 2          | 0          | 0          | 2          | 12      | 32        | -20        | 0      |

Nota: Se otorgan 2 puntos al equipo que gane un partido, 1 al que empate y 0 al que pierda.
|  | Campeón |

## Resultados
| 7 de noviembre de 1936 | Gales | 3 - 2 | Inglaterra |  |  |

| 6 de diciembre de 1936 | Francia | 3 - 9 | Gales |  |  |

| 10 de abril de 1937 | Inglaterra | 23 - 9 | Francia |  |  |

| Bandera de Gales |
| Campeón Gales    |
| Segundo título   |